# 鼠ヶ関インターチェンジ
鼠ヶ関インターチェンジ（ねずがせきインターチェンジ）は、山形県鶴岡市鼠ヶ関に事業中の日本海東北自動車道のインターチェンジである。
当ICの北西には道の駅あつみが移転される予定。

## 歴史
2016年11月8日の読売新聞で、当ICからあつみ温泉IC間の工事が始まったことが報じられた。

## 接続する道路
直接接続
- 国道345号[1]

間接接続
- 国道7号[注 1]

## 隣
E7 日本海東北自動車道（朝日温海道路）
府屋IC（事業中） - 鼠ヶ関IC（事業中） - あつみ温泉IC